# Vykáň
Vykáň (německy Wikan) je obec v okrese Nymburk ve Středočeském kraji. Leží asi sedm kilometrů severozápadně od města Český Brod. Celková výměra pozemků je 616 hektarů. Žije zde 432 obyvatel.
K obci náleží i osady Skalka a Nové Kounice.

## Historie
Vykáň vznikla na křižovatce obchodních cest Český Brod – Čelákovice – Brandýs nad Labem. První písemná zmínka o obci pochází z roku 993, kdy jí její původní majitel – Slavníkovec sv. Vojtěch daroval právě vznikajícímu klášteru na Břevnově. Řád svatého Benedikta Vykáň vlastnil až do roku 1420. V průběhu třicetileté války byla obec – tak jako řada obcí v okolí – vypálena švédskými vojsky generála Johana Gustafssona Banéra.
Ve vsi Vykáň (568 obyvatel) byly v roce 1932 evidovány tyto živnosti a obchody: cihelna, 3 hostince, kolář, kovář, krejčí, lom, obchod s mlékem, pokrývač, 4 rolníci, 2 řezníci, trafika, 2 obchody se smíšeným zbožím, spořitelní a záložní spolek ve Vykáni, truhlář, 2 zahradníci.

## Obyvatelstvo
| Rok            | 1869 | 1880 | 1890 | 1900 | 1910 | 1921 | 1930 | 1950 | 1961 | 1970 | 1980 | 1991 | 2001 | 2011 | 2021 |
| -------------- | ---- | ---- | ---- | ---- | ---- | ---- | ---- | ---- | ---- | ---- | ---- | ---- | ---- | ---- | ---- |
| Počet obyvatel | 456  | 524  | 533  | 485  | 573  | 568  | 523  | 387  | 409  | 347  | 321  | 273  | 328  | 388  | 391  |
| Počet domů     | 54   | 68   | 74   | 72   | 84   | 97   | 107  | 121  | 119  | 114  | 104  | 124  | 125  | 133  | 141  |

## Obecní správa

### Územněsprávní začlenění
Dějiny územněsprávního začleňování zahrnují období od roku 1850 do současnosti. V chronologickém přehledu je uvedena územně administrativní příslušnost obce v roce, kdy ke změně došlo:
- 1850 země česká, kraj Pardubice, politický okres Černý Kostelec, soudní okres Český Brod[7]
- 1855 země česká, kraj Praha, soudní okres Český Brod
- 1868 země česká, politický i soudní okres Český Brod
- 1939 země česká, Oberlandrat Kolín, politický i soudní okres Český Brod[8]
- 1942 země česká, Oberlandrat Praha, politický i soudní okres Český Brod[9]
- 1945 země česká, správní i soudní okres Český Brod[10]
- 1949 Pražský kraj, okres Český Brod[11]
- 1960 Středočeský kraj, okres Nymburk
- 2003 Středočeský kraj, okres Nymburk, obec s rozšířenou působností Český Brod
- 2021 Středočeský kraj, okres Nymburk, obec s rozšířenou působností Lysá nad Labem[12]

### Obecní symboly
Znak a vlajka byly obci uděleny rozhodnutím předsedy Poslanecké sněmovny Parlamentu České republiky dne 21. června 2018.

## Doprava
Dopravní síť
- Pozemní komunikace – Obcí prochází silnice II/245 Český Brod – Vykáň – Čelákovice – Brandýs na Labem-Stará Boleslav.
- Železnice – Železniční trať ani stanice na území obce nejsou.

Veřejná doprava 2025
- Autobusová doprava –  V obci staví autobusová linka 662 ve dvou variantách trasy - hlavní trasa Čelákovice, Toušeňská - Mochov - Vyšehořovice  - Vykáň - Černíky - Český Brod, žel. st. - Kšely - Vitice - Třebovle - Kouřim a vložené spoje v trase Mochov - Vyšehořovice - Vykáň - Černíky - Kounice. Tyto vložené spoje vždy pokračují jako návazný spoj linky 354 z Prahy (přímé vozidlo).

## Organizace
V obci vyvíjí činnost sportovní klub Čechie Vykáň, myslivecké sdružení Suchá dola Vykáň, dobrovolní hasiči, rybářský spolek a Občanské sdružení Vykáň.

## Pamětihodnosti

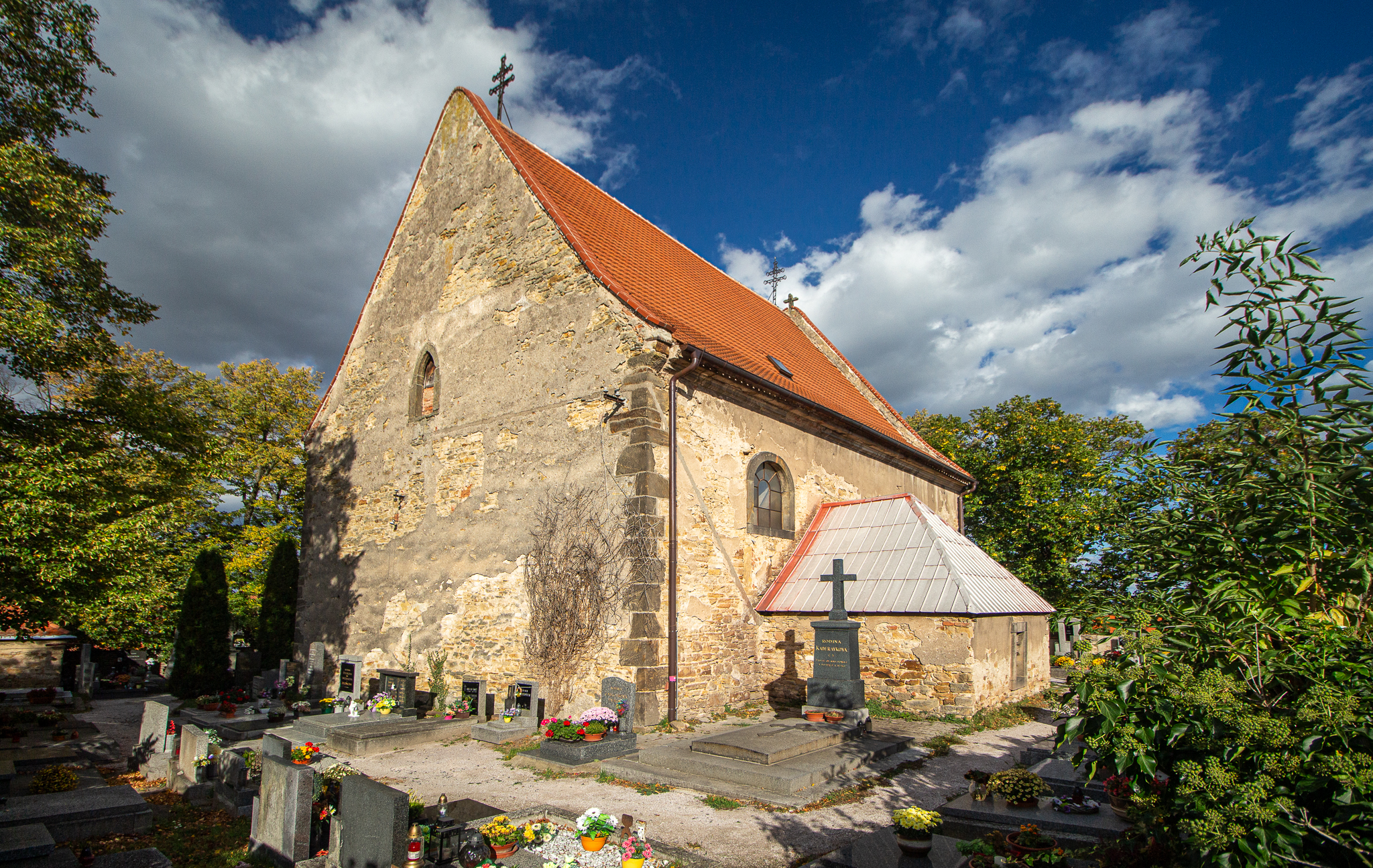
Kostel svatého Havla

Nejvýznamnější památkou v obci je kostel svatého Havla, který sousedí se zvonicí.

## Galerie

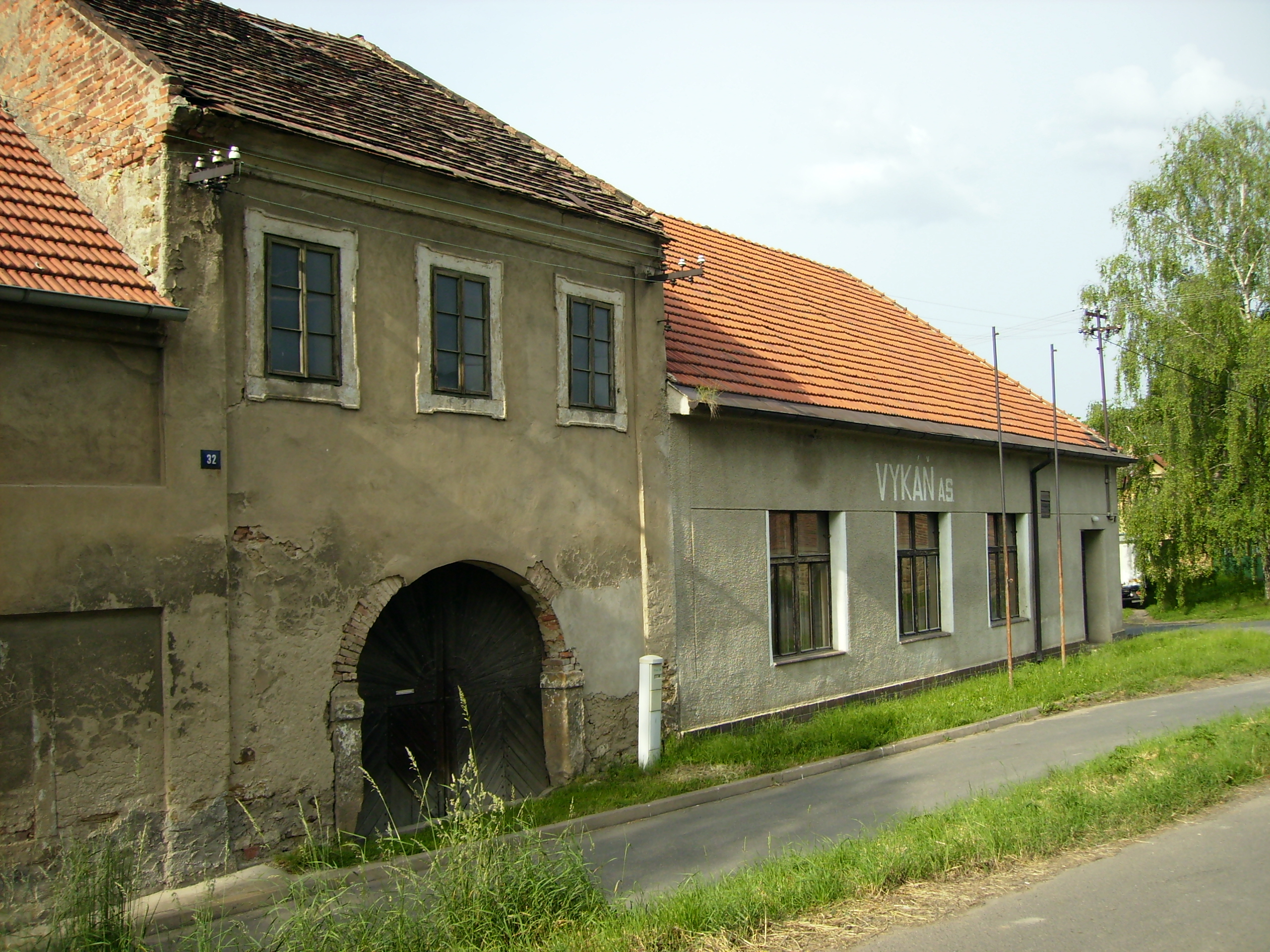
Barokní statek v soukromém vlastnictví
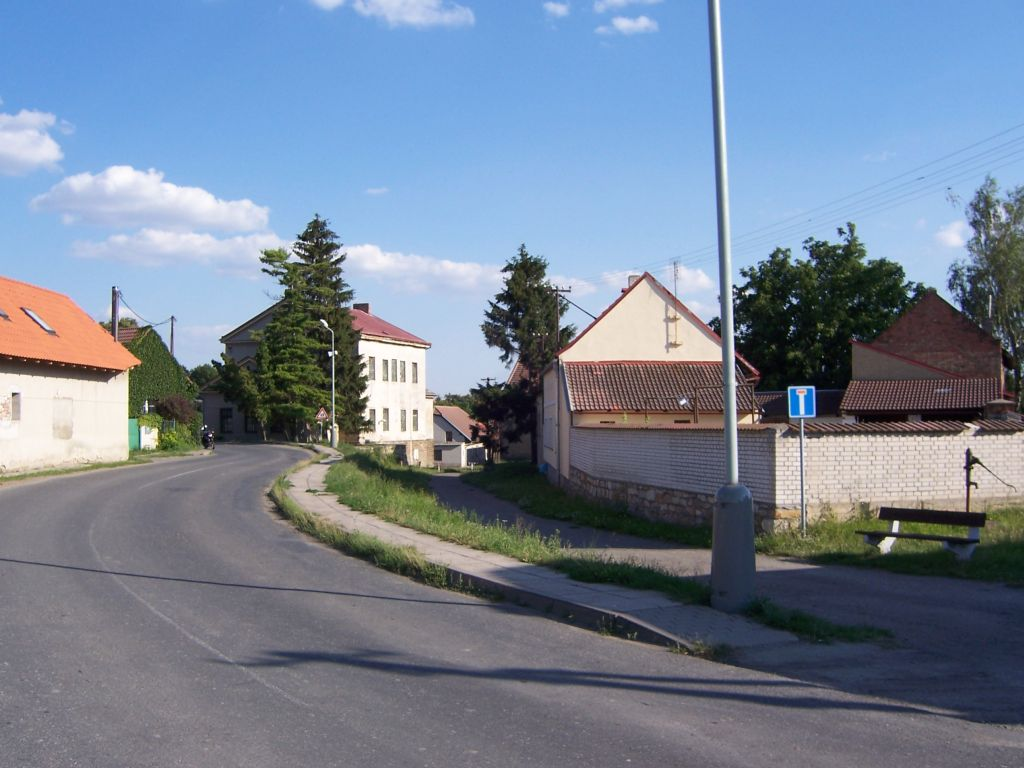
Příjezd do Vykáně od Vyšehořovic